# Ель (мультфильм)
«Ель» — рисованный мультфильм 1984 года, который создал режиссёр Анатолий Солин в ТО «Экран» по одноимённой сказке Ханса Кристиана Андерсена.

## Сюжет
В лесу на полянке стояла ёлочка. Место у неё было хорошее, а вокруг росли ели да сосны постарше. Вот только не терпелось ёлочке самой стать взрослой. Каждую осень в лес приходили дровосеки и срубали самые большие деревья. «Вы не знаете, куда их повезли?» — спросила ёлочка у прилетевшего аиста. Аист ответил, что видел на море много новых кораблей с высокими мачтами, от которых пахло елью.
С наступлением зимы, в лесу начали рубить совсем юные ёлки. «Куда они едут?» — спросила ёлочка. Воробьи ответили, что бывали в городе, заглядывали в окна и видели, что ёлку ставят посреди комнаты, а затем украшают игрушками и свечами! Под Рождество ёлочку срубили. Очнулась она от слов: «Сегодня вечером она засияет!» Ёлку украсили и был яркий праздник с музыкой и танцами. Но на следующий день ёлку вынесли на чердак и оставили в полной темноте, где её единственными собеседниками были мыши. Летом ёлку вынесли во двор и бросили к дровам. Ёлка вспомнила свою свежую юность, весёлый праздник, маленьких мышек. «Радоваться надо было раньше, пока было время» — подумало бедное деревце.

## Создатели
- Автор сценария и режиссёр: Анатолий Солин
- Художник-постановщик: Инна Пшеничная
- Оператор: Владимир Милованов
- Композитор: Виктор Бабушкин
- Звукооператор: Нелли Кудрина
- Художники-мультипликаторы: Игорь Медник, Светлана Сичкарь, Ольга Хорова, Татьяна Арешкова, Наталья Базельцева, Семён Петецкий, Владимир Спорыхин
- Монтажёр: Людмила Рубан
- Редактор: Валерия Медведовская
- Директор: Лидия Варенцова
- Текст от автора читал: Алексей Баталов
- Создатели приведены по титрам мультфильма.

## Создание
Автор сценария и режиссёр Анатолий Солин и художник-постановщик Инна Пшеничная в своей книге «Задумать и нарисовать мультфильм» писали, что их привлекла «замечательная и очень грустная литературная» сказка Андерсена «Ель», повествующая о «скоротечности нашей земной жизни»: «Очень простыми и ясными словами, понятными и взрослым и детям, он говорит о сложных философских проблемах, о подлинных и мнимых человеческих ценностях, о значении каждого наступающего дня. Читая сказку, понимаешь, как наши мечты и устремлённость в будущее лишают нас простых радостей жизни, а когда начинаешь их ценить, то становится уже поздно, — жизнь прошла мимо и остались лишь воспоминания». Авторы хотели сохранить трагический финал истории Андерсена, который произвёл на них большое впечатление, но на студии «Экран» посчитали, что он будет слишком тяжёл для детей и от сцены сжигания ёлки пришлось отказаться.

## Критика
Наконец, надо отдельно сказать о работах, в которых режиссёры как бы возвращались к традициям рождественской сказки, святочного рассказа. Такие фильмы можно назвать как новогодними, так и рождественскими. В советское время такое было возможно в случае экранизации классических литературных произведений рождественской тематики. Пример — фильм «Ель» А. Солина по сказке Андерсена (1984).
— Георгий Бородин «Новогодняя анимация»